# سلبریتی سنچری
سلبریتی سنچری (به انگلیسی: Celebrity Century) یک کشتی است که طول آن ۲۴۸ متر (۸۱۴ فوت) می‌باشد. این کشتی در سال ۱۹۹۵ ساخته شد.